# Tapinanthus buvumae
Tapinanthus buvumae là một loài thực vật có hoa trong họ Loranthaceae. Loài này được (Rendle) Danser miêu tả khoa học đầu tiên năm 1933.